# Presó de Zamora
La Presó concordatària de Zamora va ser una presó que va existir a Zamora (Espanya) durant el règim franquista i que va ser triada perquè els sacerdots i religiosos que fossin condemnats per algun tipus delicte hi passessin el seu període carcerari.

## Estructura
La presó era un pavelló de l'antiga presó provincial, habilitat expressament per a tal funció i separat de la resta de pavellons, on vivien altres presos, tant comuns com a polítics.

## Població
En total, van passar per Zamora al voltant d'un centenar de capellans o religiosos, la majoria d'ells condemnats per motius polítics i sindicals. Va haver-hi molts religiosos i clergues bascos destacant Periko Solabarría i Xabier Amuriza, després conegut per la seva activitat com a bertsolari i promotor de la llengua basca. Aquest va immortalitzar la presó de Zamora en les seves estrofes titulades "Espainian behera, hor dago Zamora" (a baix, a Espanya, aquí aquesta Zamora), composició en què originàriament es descriuen els seus anys d'internament i la melodia del qual està enormement estesa en l'ús popular bascòfon.
Altres internats procedien de Madrid, com Mariano Gamo, capellà de Nuestra Señora de Moratalaz, i el jesuïta obrer Francisco García Salve, fundador del sindicat Comissions Obreres; de Barcelona (Francesc Botey i Lluís Maria Xirinacs); i d'altres indrets, com Galícia (Vicente Couce, de la parròquia de Santa Marina del Ferrol) i Astúries (el capellà miner Carlos García Huelga).

## Escenari cinematogràfic
En aquesta presó es va rodar la pel·lícula Celda 211.